# 英伍德
英伍德（英語：Inwood）是美國紐約市曼哈頓北部的一個地區。英伍德東側是哈莱姆河，西側是哈德遜河，三面環水，大部分地區作為綠地及公園使用。除了綠地之外，英伍德也有垃圾處理場、發電站、醫院、體育場等設施。英伍德這一地名來自於這一地區生產的英伍德大理石。